# Sunakake-baba
Sunakake-baba (砂かけ婆?) es una variedad de yōkai perteneciente al folclore japonés, con orígenes en las prefecturas de Nara, Hyōgo y Shiga. Suna significa "arena", kake significa "lanzar" y baba significa "anciana", por lo que literalmente el nombre de la criatura podría traducirse como «la anciana que arroja arena». Se le describe como una anciana que disfruta arrojar arena a los viajeros, especialmente a aquellos que caminan por bosques de bambú en la noche. Al sunakake-baba se le considera como un yōkai mayormente benigno, puesto que no causa ningún daño importante a sus víctimas más allá de la ceguera temporal provocada por la arena que arroja a sus rostros.
Su apariencia real es desconocida puesto que nadie lo ha visto y, por ende, el sunakake-baba nunca ha sido representado en pergaminos antiguos o ilustraciones, a diferencia de otros yōkais. Otras teorías sugieren que evita ser visto debido a su fealdad. Su imagen más conocida, el de una anciana con kimono morado, adquirió popularidad a mediados de la era Shōwa con la publicación del manga GeGeGe no Kitarō de Shigeru Mizuki. De acuerdo con el escritor e historiador Natsuhiko Kyōgoku, Mizuki basó su representación de un sunakake-baba de una ilustración de la criatura ubicada en la Isla Sado.